# Bluefin-21

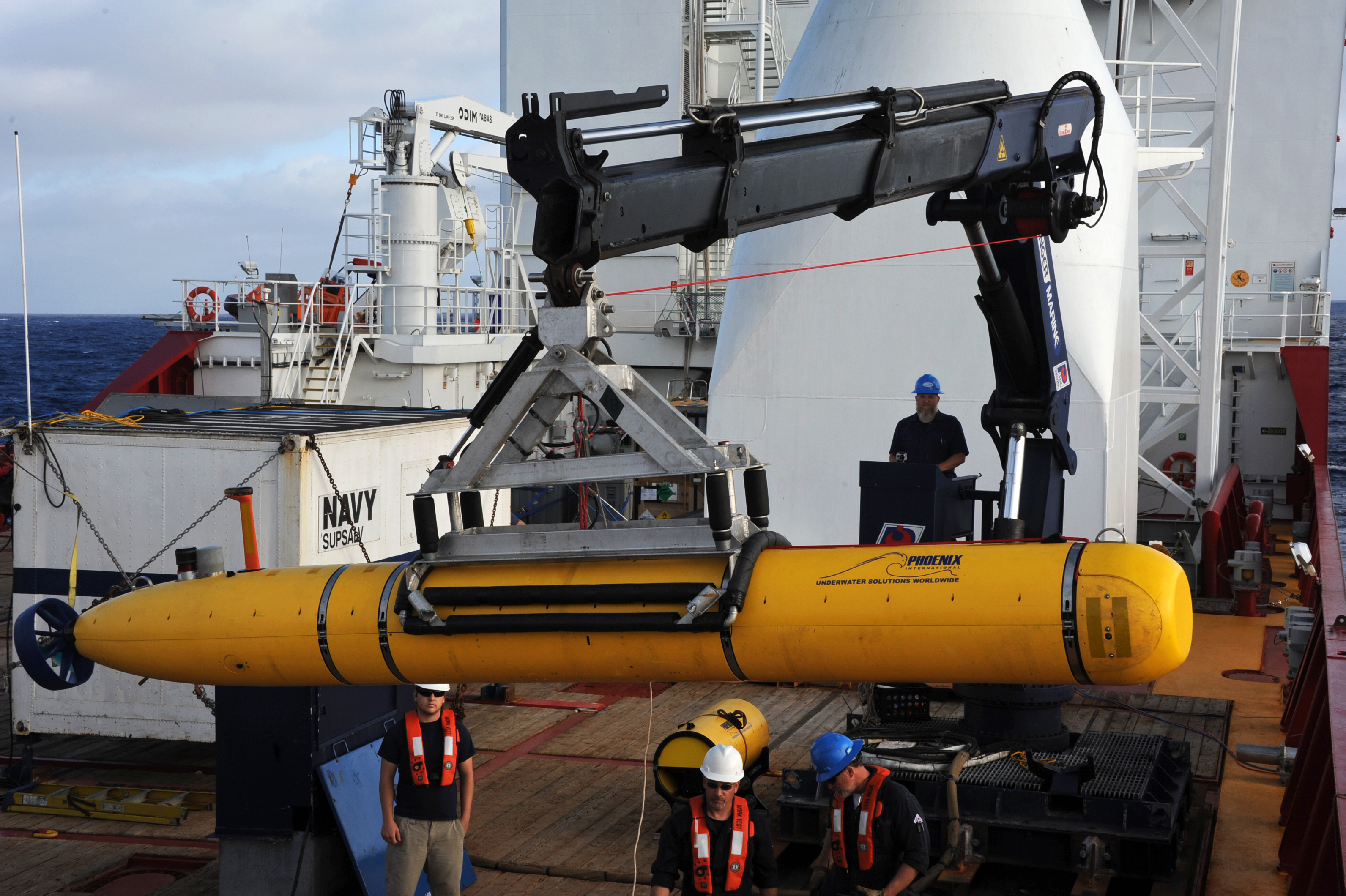
L'Ocean Shield prêt à déployer le Bluefin-21 appartenant à Phoenix International lors de la recherche du MH370, le 14 avril 2014.

Le Bluefin-21 est un véhicule sous-marin autonome (AUV) développé par Bluefin Robotics pour des usages militaires, commerciaux ou scientifiques. Il s’est fait connaître en avril 2014 lors des recherches de l’épave du vol Malaysia Airlines 370 disparu.

## Conception
Le Bluefin-21 a une forme de torpille et dispose de composants interchangeables pour la charge utile et les batteries, ce qui permet un déploiement rapide du robot pour des missions limitées dans le temps.
Il possède une conception modulaire qui peut être adaptée pour transporter une variété de capteurs et de charges utiles en même temps, le rendant apte à de nombreuses missions en eaux profondes, y compris les relevés offshore, la recherche d’épaves marines, les études en archéologie marine, l’océanographie, les contre-mesures contre les mines et la détection de munitions non explosées. Il lui faut environ deux heures pour atteindre le fond de l’océan, et deux heures supplémentaires pour remonter à la surface, avec une capacité de recherche de seize heures.
Le Bluefin-21 est alimenté par neuf batteries lithium-polymère, chacune d’une capacité de 1,5 kWh, ce qui lui permet d’atteindre une vitesse maximale de 8,3 km/h et une autonomie de 25 heures à 3 nœuds.

### Charge utile et navigation
La charge utile typique du Bluefin-21 comprend un sonar EdgeTech 2200-M, un profileur de sédiments EdgeTech DW-216 profileur de sub-surface et un échosondeur Reson 7125. Il peut aussi être équipé d’une caméra noir et blanc Prosilica. Il dispose d’un espace de stockage embarqué de quatre gigaoctets via mémoire flash, et peut être équipé de mémoire supplémentaire. Le Bluefin-21 utilise un système de navigation inertielle pour sa navigation et est aussi équipé d’un système de positionnement acoustique USBL pour plus de précision.

## Utilisations notables
Artemis, un Bluefin-21 appartenant à Phoenix International,, a été utilisé à bord de l’ADV Ocean Shield pour rechercher l'épave du vol Malaysia Airlines 370 en cartographiant le plateau de Zenith à l'aide d'un sonar à balayage latéral, couvrant 90 kilomètres carrés par jour.
Lors de sa cinquième mission, Artemis a atteint une profondeur de 4 695 mètres (15 403,5433305 pi) après n’avoir trouvé aucune épave lors des précédentes tentatives. On estime que cette mission a coûté 1 million USD.
Le 22 avril, il a été rapporté qu’Artemis en était à sa neuvième mission. Artemis a été utilisé pour 25 missions sur une période opérationnelle de 21 jours, totalisant 370 heures de recherche et couvrant 250 milles carrés.

## Caractéristiques
Les caractéristiques du Bluefin-21 sont les suivantes,, :
- Longueur : 4,93 m (16,174540707 pi)
- Diamètre : 533 mm (20,9842519471 po)
- Poids (à sec) : 750 kilogrammes (1 653,46695 lb) (poids de flottabilité : 7,3 kilogrammes (16,09374498 lb))
- Vitesse maximale : 8,3 km/h
- Autonomie : 25 heures à 3 nœuds
- Profondeur maximale : 4 500 m (14 763,77955 pi)
- Capacité énergétique : 9 batteries lithium-polymère de 1,5 kWh chacune
- Capacité énergétique totale : 13,5 kWh.